# Roussin (cépage)
Pour les articles homonymes, voir Roussin.
Le roussin est un cépage de cuve noir.
Le cépage est un peu cultivé en vallée d'Aoste dans la commune d'Arnad. Les analyses génétiques de José Vouillamoz montrent que le roussin a été obtenu par un croisement naturel entre le cornalin du Valais et un cépage encore inconnu. Les mêmes études ont montré que le durize est directement apparenté au roussin.[réf. souhaitée]
Le roussin  fait partie d'une famille de cépages typiques des régions alpines du Valais et de la vallée d'Aoste. Les autres cépages sont le bonda, le completer, le cornalin d'Aoste (ou humagne rouge), le cornalin du Valais, le crovassa, le durize, l'eyholzer, le fumin, le goron de Bovernier, l'himbertscha, l'humagne blanche, le lafnetscha, le mayolet, le ner d'Ala, la petite arvine, le petit-rouge, le planscher, le premetta (ou prié rouge), le prié blanc, le rèze, le roussin de Morgex, le vien de Nus et le vuillermin.

## Cycle végétatif
Les valeurs ont été relevées entre 1994 et 1998 dans le hameau de Moncenis à une altitude de 750 m NN en exposition sud :
- Débourrement : 10 avril
- Floraison : 13 juin
- Véraison : 5 septembre
- Maturation : 25 octobre

Synonymes : rousi, roussi
Origine : cornalin du Valais x cépage inconnu